# Kibombo
Kibombo är ett territorium i Kongo-Kinshasa. Det ligger i provinsen Maniema, i den centrala delen av landet, 1 200 km öster om huvudstaden Kinshasa.